# Zaira infuscata
Zaira infuscata är en tvåvingeart som beskrevs av Robineau-desvoidy 1863. Zaira infuscata ingår i släktet Zaira och familjen parasitflugor.
Artens utbredningsområde är Frankrike. Inga underarter finns listade i Catalogue of Life.